# Porno for Pyros
Porno For Pyros – amerykański zespół rockowy założony w 1992 roku, przez Perry Farrella. Powstał tuż po rozpadzie Jane’s Addiction. 
Oprócz Farrella zespół tworzyli: perkusista Stephen Perkins, gitarzysta Peter DiStefano i basista Martyn LeNoble (później zmieniony przez Mike Watta).  
Zespół wydał tylko dwa albumy, w 1993 roku pod tym samym tytułem co nazwa zespołu i w 1996 roku Good God's Urge. Zespół zakończył działalność w 1997 roku.

## Dyskografia
- Porno For Pyros (1993)[2]
- Good God's Urge (1996)[3]